# 迈伦·博阿杜
迈伦·博阿杜（荷蘭語：Myron Boadu，2001年1月14日—）是一名荷兰足球运动员，场上司职前锋，现効力法甲球队摩納哥，并代表荷兰国家队出战国际比赛。
博阿杜出生于荷兰阿姆斯特丹，并拥有加纳血统。他在2013年加入了阿尔克马尔的青训学院，并在2018年5月6日阿尔克马尔6-0横扫兹沃勒的荷甲比赛中完成了正式比赛首秀。在从长期的伤病中恢复后，博阿杜在2019-2020赛季成为了球队的常规首发。
在国家队层面，博阿杜在青年以及成年国家队中均代表过荷兰有过出场记录。

## 俱乐部生涯

### 阿尔克马尔
虽然博阿杜出生在荷兰，但他的父母均为加纳人。在2013年加盟阿尔克马尔青训之前，他一直效力于博特维尔德特。在2016-17赛季开始以前，他从阿尔克马尔的青训梯队中一步步升至了阿尔克马尔预备队。2016年9月3日，博阿杜在阿尔克马尔预备队3-2险胜马斯勒伊斯的荷丙比赛中完成了阿尔克马尔预备队首秀，并在第23分钟打进一球。赛季结束后，阿尔克马尔预备队成功夺得了荷丙冠军，将在2017-18赛季征战荷乙。2017年，博阿杜首次被招入了阿尔克马尔一线队，但由于他的膝盖伤势，他几乎整个赛季都在看台上度过。2018年5月6日，在荷甲赛季的最后一轮阿尔克马尔主场6-0大胜兹沃勒的第67分钟，博阿杜替补登场，换下了塞昂金斯，完成了一线队首秀。
2018年8月12日，博阿杜在阿尔克马尔主场5-0大胜布雷达的比赛中打进了他的第一粒一线队进球。以17岁212天的年龄，他成为了为阿尔克马尔在荷甲进球最年轻的球员。 在之后的一周里，他在阿尔克马尔客场4-1大胜埃门的比赛中再次打进了一粒进球。
2018年9月16日，在阿尔克马尔主场1-1战平费耶诺德的比赛中，博阿杜在比赛第34分钟与对方球员博特金相撞，并被迫下场。赛后经队医检查，他的膝盖受伤，需要休养7个月。他直到2019年4月20日阿尔克马尔对费耶诺德的客场比赛中才成功复出，但球队最终1-2告负，博阿杜也没有收获进球。
2019-20赛季，博阿杜逐渐成为了阿尔克马尔一线队的常规首发，并多次在荷甲与欧联杯的关键比赛中打进重要进球。在欧联杯预选赛中击败赫根与安特卫普的比赛中，他的进球帮助阿尔克马尔成功晋级至小组赛阶段。

## 国家队生涯
2019年11月19日，博阿杜在荷兰5-0大胜爱沙尼亚的2020年欧洲杯预选赛中完成了成年国家队首秀，并打进了球队在该场比赛中的第5粒也是最后一粒进球。凭借着这粒进球，博阿杜成为了第一位在21世纪出生并代表荷兰出场以及取得进球的球员。

## 比赛风格
博阿杜是典型的现代“偷猎者”前锋，他的进球能力非常强悍。作为阿尔克马尔青训出品，他有着极快的速度有着和极佳的处理球的能力。尽管他偏向于传统的荷兰球员，但博阿杜对于机会的嗅觉非常出色。

## 生涯数据

### 俱乐部
最後更新：2021年1月10日
| 俱乐部           | 赛季     | 联赛     | 联赛 | 联赛 | 杯赛 | 杯赛 | 洲际比赛 | 洲际比赛 | 其他 | 其他 | 合计 | 合计 |
| 俱乐部           | 赛季     | 联赛等级 | 出场 | 进球 | 出场 | 进球 | 出场     | 进球     | 出场 | 进球 | 出场 | 进球 |
| ---------------- | -------- | -------- | ---- | ---- | ---- | ---- | -------- | -------- | ---- | ---- | ---- | ---- |
| 阿尔克马尔预备队 | 2016–17  | 荷丙     | 9    | 6    | –    | –    | –        | –        | –    | –    | 9    | 6    |
| 阿尔克马尔预备队 | 2017–18  | 荷乙     | 0    | 0    | –    | –    | –        | –        | –    | –    | 0    | 0    |
| 阿尔克马尔预备队 | 2018–19  | 荷乙     | 1    | 0    | –    | –    | –        | –        | –    | –    | 1    | 0    |
| 阿尔克马尔预备队 | 合计     | 合计     | 10   | 6    | –    | –    | –        | –        | –    | –    | 10   | 6    |
| 阿尔克马尔       | 2017–18  | 荷甲     | 1    | 0    | 0    | 0    | 0        | 0        | –    | –    | 1    | 0    |
| 阿尔克马尔       | 2018–19  | 荷甲     | 8    | 3    | 0    | 0    | 2        | 0        | –    | –    | 10   | 3    |
| 阿尔克马尔       | 2019-20  | 荷甲     | 24   | 14   | 2    | 0    | 13       | 6        | –    | –    | 39   | 20   |
| 阿尔克马尔       | 2020–21  | 荷甲     | 13   | 4    | 0    | 0    | 2        | 0        | –    | –    | 15   | 4    |
| 阿尔克马尔       | 合计     | 合计     | 46   | 21   | 2    | 0    | 17       | 6        | –    | –    | 65   | 27   |
| 生涯合计         | 生涯合计 | 生涯合计 | 56   | 27   | 2    | 0    | 17       | 6        | –    | –    | 75   | 33   |

1. 1 2 3  欧联杯中的出场
2. ↑  欧冠中的出场

### 国家队进球
先列出博阿杜进球后的比分，再列出荷兰的全场比分
| #  | 日期           | 地点                         | 对手     | 进球后的比分 | 结果 | 赛事               |
| -- | -------------- | ---------------------------- | -------- | ------------ | ---- | ------------------ |
| 1. | 2019年11月19日 | 荷蘭 阿姆斯特丹 克鲁伊夫球场 | 爱沙尼亚 | 5–0          | 5–0  | 2020年欧洲杯预选赛 |